# SN 1950D
SN 1950D – supernowa odkryta 22 marca 1950 roku w galaktyce A084306+1810. W momencie odkrycia miała maksymalną jasność 16,60m.